# ANBV Yecuana (PC-23)
El ANBV Naiguatá (PC-23) es el tercero de los cuatro buques de Armada Bolivariana de Venezuela tipo Avante 2200/clase Guaiquerí construido en los astilleros de Navantia en la localidad gaditana de Puerto Real.

## Historial
Su construcción comenzó en diciembre de 2008, fue botado el 24 de junio de 2009 y fue entregado a la Armada de Venezuela el 9 de diciembre de 2011.

## Características y funciones
El casco y su superestructura están construidos en acero.
Las funciones proyectadas para estas naves son (según la página oficial de la Misión Naval Venezolana en España) las siguientes: 
1. Vigilancia y protección de la Zona Económica Exclusiva.
2. Protección del Tráfico Marítimo.
3. Defensa de intereses estratégicos.
4. Operaciones de búsqueda y salvamento.
5. Auxilio a otras unidades y humanitarias.
6. Persecución del contrabando, tráfico de drogas e inmigración ilegal.
7. Vigilancia y obtención de información de inteligencia operativa o medioambiental.

## Buques de la clase
- ANBV Guaiquerí (PC-21)
- ANBV Warao (PC-22)
- ANBV Yekuana (PC-23)
- ANBV Kariña (PC-24)